# 大花五桠果
大花五桠果（学名：Dillenia turbinata）为五桠果科五桠果属下的一个种。

## 扩展阅读
- 維基物種上的相關：大花五桠果